# الجرف (ماوية)

تعديل مصدري - تعديل

الجرف  هي إحدى قرى مديرية ماوية بمحافظة تعز اليمنية، بلغ تعداد سكانها 484 نسمة حسب التعداد السكاني في اليمن في 2004.